# Refrigeración por aire (computadoras)

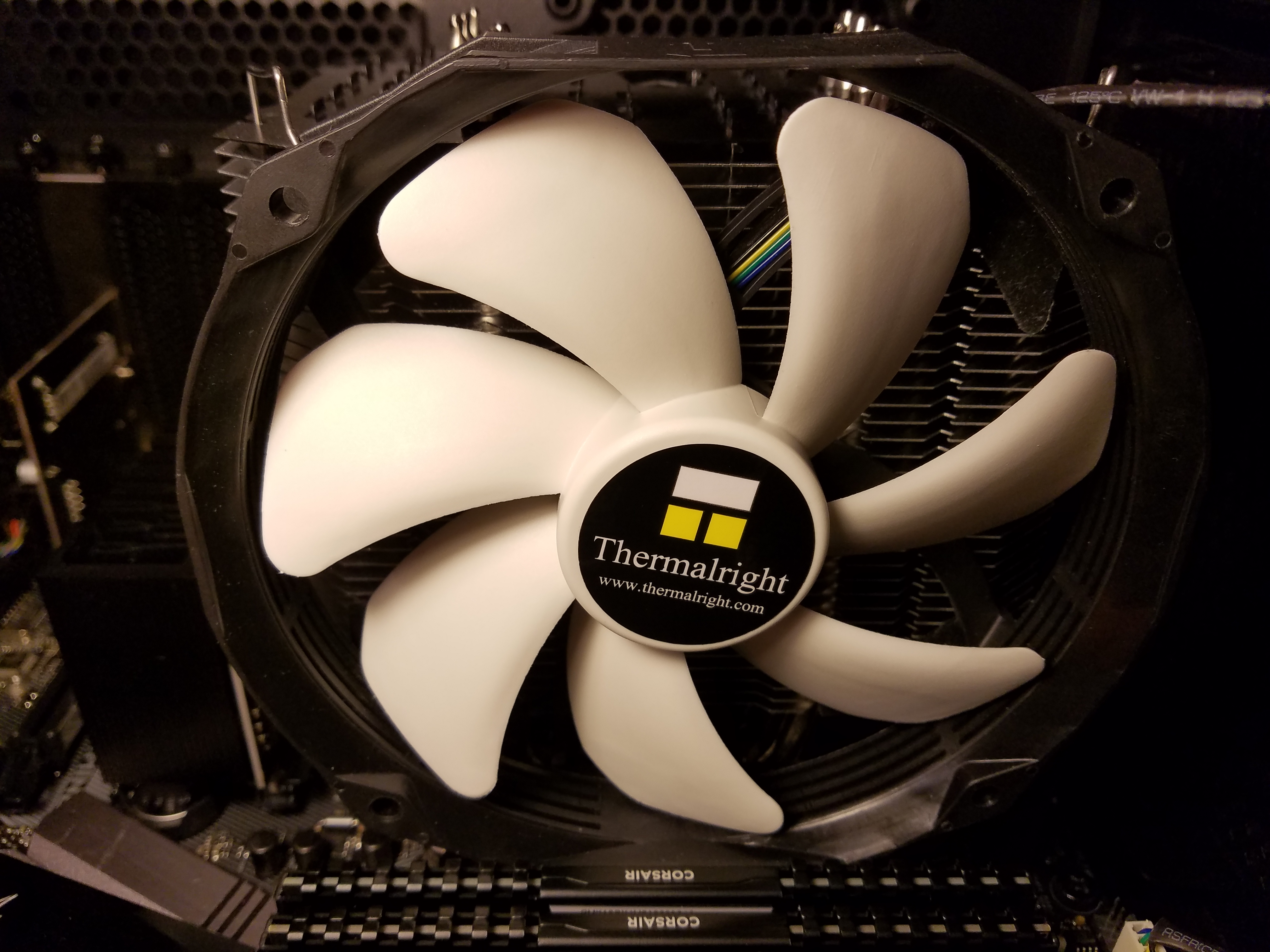
Ventilador de CPU Thermalright Le Grand Macho RT instalado en la carcasa de una computadora

La refrigeración por aire en computadoras es un método para disipar el calor generado por componentes eléctricos (CPU,GPU,…). Por lo general, el aire caliente es sacado desde el interior del dispositivo con los ventiladores.
Los ventiladores se utilizan especialmente en las fuentes de poder, ubicadas generalmente en la parte trasera del gabinete de la computadora. Actualmente, también se incluyen ventiladores adicionales para el microprocesador y circuitos que pueden sobrecalentarse. Incluso a veces son usados en distintas partes del gabinete para una refrigeración general.
Los ventiladores son elementos que, en funcionamiento, suelen ser de los más ruidosos en una computadora. Por esta razón, deben mantenerse limpios y aceitados, y ser de buena calidad. Los viejos ventiladores podían producir sonidos de hasta 50 decibelios; en cambio, los actuales están en los 20 decibelios. Por lo general, los ventiladores en las PC de escritorio están continuamente encendidos; en cambio, en las computadoras portátiles suelen activarse y apagarse automáticamente dependiendo de las necesidades de refrigeración (por una cuestión de ahorro energético).
Actualmente, también las computadoras incluyen detección y aviso de funcionamiento de ventiladores. Antiguamente, podían estropearse y dejar de funcionar sin que el usuario lo notase, ocasionando que la computadora aumentase su temperatura, produciendo errores de todo tipo. Los ventiladores nunca deben ser obstruidos con ningún objeto, pues esto puede causar un sobrecalentamiento en la computadora.
Una de las fuentes de problemas de mantenimiento de las computadoras son los sistemas de refrigeración por aire, que a largo plazo producen el sobrecalentamiento de algunos componentes críticos de la computadora: microprocesador, procesador gráfico, chips de los puentes norte y sur, etc. Esto puede llevar a problemas de funcionamiento como bloqueos o reinicios inesperados de la computadora y, en el peor de los casos, a averías irreparables de estos componentes que obligan a sustituir el procesador, la placa base, la tarjeta gráfica o, incluso, los discos duros, en este caso, con la consiguiente pérdida de datos.
Uno de los principales factores que afectan la calidad de los sistemas de refrigeración por aire es el diseño de la caja de la CPU, que debe contar con al menos una entrada y una salida de aire adecuadas para la colocación, en las mismas, de ventiladores de 120 × 120 mm, que producirán con facilidad un adecuado caudal de aire que renueve y mantenga el aire del interior de la caja a una temperatura próxima a la del ambiente exterior.
Otro factor que suele tenerse poco en cuenta, pero cuya importancia no es despreciable, es el tipo de cables de datos que se utilizan para conectar los discos duros, DVD y disqueteras a la placa base. Si estos cables son del tipo cinta, pueden dificultar la circulación de aire por el interior de la caja, por lo que es más recomendable el uso de cables tipo SATA.

## Funcionamiento

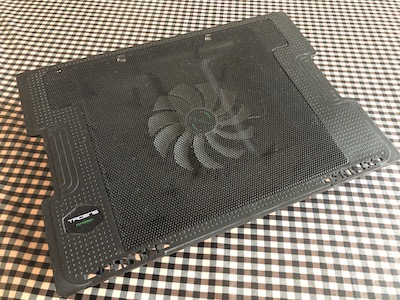
Base de refrigeración por aire para controlar la temperatura de una computadora portátil

Para que la refrigeración por aire funcione es necesario instalar la pasta térmica, esta es capaz de conducir el calor hasta el disipador.
El disipador funciona gracias a los diferentes componentes de esta:
- Bloque frío
- Tubos de cobre o tubos de calor
- Bloque aleteado
- Ventilador

Bloque frío
El bloque frío es la base del disipador que está en contacto con el elemento caluroso.
Siempre está construido en una base de cobre.
Tubos de cobre o tubos de calor
Los tubos de cobre o tubos de calor están fabricados en cobre. Se ubican dentro de las torres de aletas.
Su función es absorber todo el calor del bloque frío y transportarlo hasta las torres de aletas ubicadas encima.
Bloque aleteado
Es un elemento ubicado encima de los tubos de cobre con forma rectangular o cuadrada. Se fabrica siempre con aluminio. Dispone de una gran cantidad de aletas unidas con los tubos de calor.
Su función es pasar el calor de los tubos de cobre al aire para así enfriarlos y poder enfriar el procesador.

Ventilador
El ventilador crea un flujo de aire para eliminar el calor del metal rápidamente.
Todos los disipadores incorporan un ventilador, aunque también existen disipadores con 2 ventiladores.

La limpieza periódica de todos los disipadores es muy necesaria, porque la acumulación de polvo entre sus láminas (que se produce muy rápidamente en los activos) disminuye grandemente la capacidad de enfriamiento de los mismos.
Los discos duros actuales tienen motores que giran a velocidades elevadas, lo que se traduce en el calentamiento de los mismos y de los circuitos que los controlan, por lo que deben situarse de forma que la corriente de aire que produce el ventilador de la entrada de aire de la caja los enfríe. De esta forma, se aumentará su vida útil y se reducirá al mínimo la posibilidad de pérdida de datos.

Existen diferentes tipos de disipadores:

Disipadores pasivos
No dispone ningún elemento eléctrico funcionamiento sobre él, son bloques de aluminio o de cobre. Estos disipadores los podemos encontrar en productos de baja potencia, cómo pueden ser dispositivos del tipo SBC como por ejemplo las Raspberry Pi, tabletas y portátiles ultraligeros. Aunque en el pasado eran los más usados en computadoras personales.
Disipadores activos
Disponen de un ventilador que es el encargado de maximizar el intercambio de calor con el ambiente.
Disipadores de tipo torre
Disipador con una base de bloque frío con una torre de gran tamaño aleteada. Los ventiladores se colocan de forma vertical.

Disipadores de perfil bajo
Su tamaño es muy bajito, perfecto para los chasis estrechos o espacios reducidos.

Disipador blower
Se utilizan para las tarjetas gráficas o para los chipsets de gran potencia como la placa base X570.

Disipadores de stock
Son los disipadores que incluyen los fabricantes de CPUs.

Refrigeración líquida
Refrigeración a través de un líquido refrigerante con un circuito cerrado. El líquido permanece en continuo movimiento gracias a la bomba.

Disipadores de portátil
Son los disipadores pensados para refrigerar los componentes de un ordenador portátil. Utilizan bloques fríos instalados encima de la GPU y CPU de los que salen largos tubos de cobre de gran grosor, llevando el calor hasta la zona de disipación. En la zona de disipación hay un ventilador que recoge el aire exterior, enfría los tubos calientes y el propio ventilador devuelve el aire caliente al exterior.